# Balgau
Balgau – miejscowość i gmina we Francji, w regionie Grand Est, w departamencie Górny Ren.

Według danych na rok 1990 gminę zamieszkiwało 629 osób, 66 os./km².

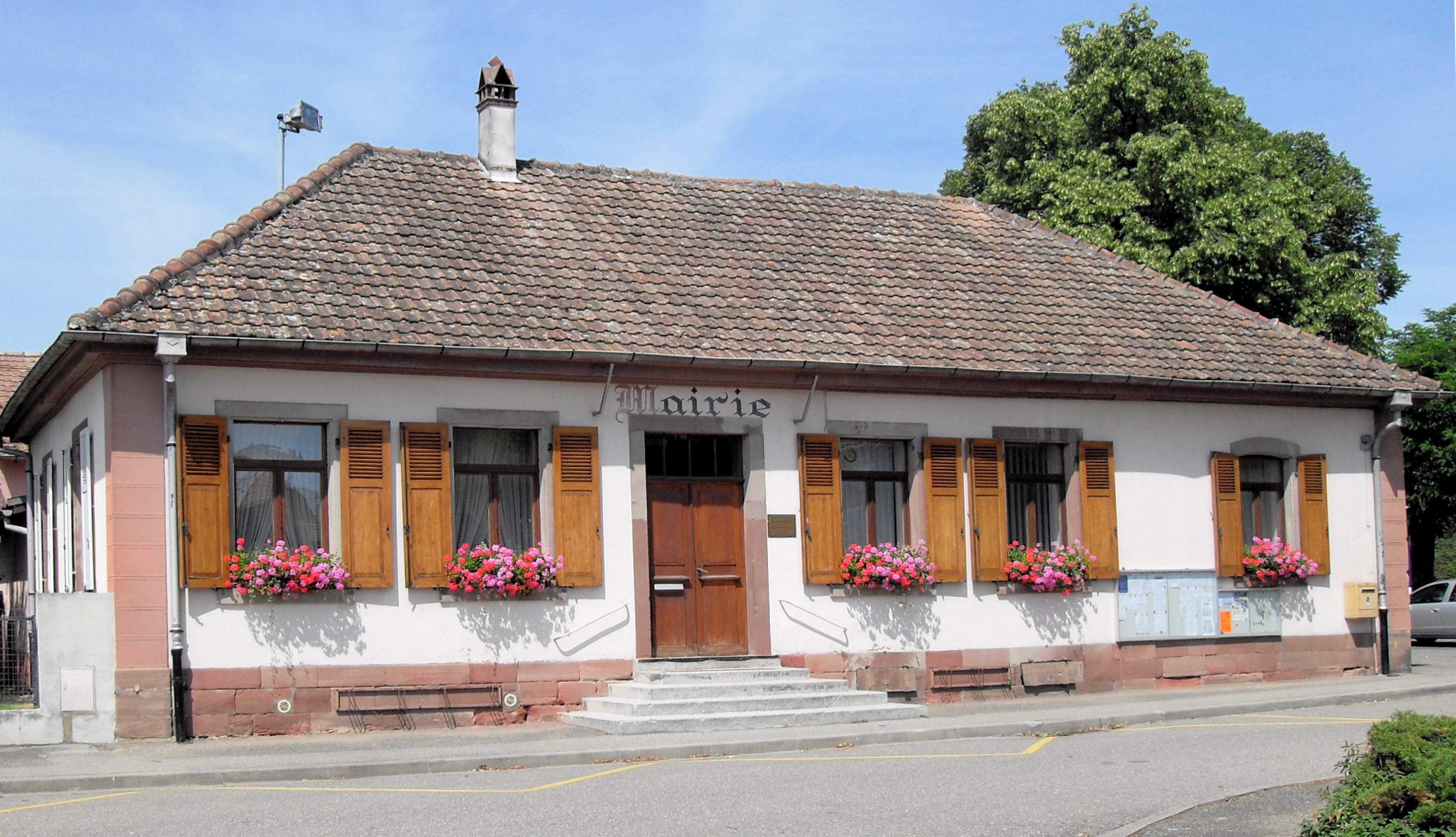
Balgau, Hotel